# Petrokorbivka, Novhorodka
Petrokorbivka (în ucraineană Петрокорбівка) este localitatea de reședință a comunei Petrokorbivka din raionul Novhorodka, regiunea Kirovohrad, Ucraina.

## Demografie
Componența lingvistică a localității Petrokorbivka
     Ucraineană (98,7%)
     Rusă (1,04%)
     Alte limbi (0,26%)
Conform recensământului din 2001, majoritatea populației localității Petrokorbivka era vorbitoare de ucraineană (98,7%), existând în minoritate și vorbitori de rusă (1,04%).